# Vi canto una storia assai vera
Vi canto una storia assai vera è un album di Maria Carta, pubblicato nel 1976 dalla RCA Italiana. È una raccola di Canti della Resistenza, canti anarchici  e di canzoni popolari di varie parti del mondo.

## Tracce

### Lato A
1. Hasta siempre - () 3:30 (spagnolo, Carlos Puebla)
2. Canto dei martiri  -
3. Fischia il vento - (testo di Felice Cascione, musica Matvei Blanter e Michail Isakovskij) 2:49
4. Figli di nessuno - 2:13
5. Maremma - (tradizionale), 1:59
6. Il padrone del carbone (The Coal-Owner and the Pitman's Wife) - William Hornsby - traduzione italiana di  Bellugi- trascr. Ghiglia
7. Il funerale di un lavoratore - (Funeral de um lavrador) Chico Buarque, Melo Neto (testo), Sergio Bardotti (testo in italiano), 2:15

### Lato B
1. El quinto regimiento - Canzone della guerra civile spagnola in onore del corpo militare di volontari del Quinto Regimiento
2. Addio Lugano bella - Pietro Gori, 3:35
3. Per i morti di Reggio Emilia - Fausto Amodei 2:20
4. Stornelli d'esilio - Pietro Gori, 3:30
5. Le otto ore, (canto di lotta delle mondine, di autore anonimo, del 1906), 2:13
6. Le otto ore - Nuovo Maggio, (gosos), 2:47